# Família é Tudo
Família é Tudo là một bộ phim truyền hình thuộc thể loại telenovela của Brasil được tạo ra bởi Daniel Ortiz. Bộ phim được trình chiếu trên TV Globo từ ngày 4 tháng 3 năm 2024. Phim có sự tham gia của dàn diễn viên Arlete Salles, Nathalia Dill, Juliana Paiva, Thiago Martins, Isacque Lopes, Ramille, Renato Góes, Raphael Logam và Jayme Matarazzo.

## Diễn viên

### Diễn viên chính
- Arlete Salles vai Frida Mancini và Catarina Mancini Galindo[4][5]
- Nathalia Dill vai Vênus Mancini[6]
  - Bruna Negendank vai Young Vênus[7]
- Juliana Paiva vai Electra Mancini[8]
- Thiago Martins vai Júpiter Anchieta Mancini[9]
- Isacque Lopes vai Plutão Mancini[10]
- Ramille vai Andrômeda Mancini[11]
- Raphael Logam vai Hans Mancini Galindo[12]
- Renato Góes vai Tomás Monteiro "Tom"[13]
- Jayme Matarazzo vai Luca Baggio[14]
- Paulo Lessa vai Netuno[15]
- Ana Hikari vai Mila
- Lucy Ramos vai Paulina Monteiro[16]
- Rafa Kalimann vai Jéssica de Osma[17]
- Daphne Bozaski vai Lupita Maria Del Rosario Sanchez Perez de La Cruz[18]
- Daniel Rangel vai Augusto do Nascimento "Guto"[19]
- Gabriel Godoy vai Francisco do Nascimento "Chicão"[20]
- Henrique Barreira vai Murilo Baggio[21]
- Sérgio Malheiros vai Ernesto Garcia[16]
- Grace Gianoukas vai Leda Anchieta Mancini[22]
- Cris Vianna vai Lulu Mancini[23]
- Ana Carbatti vai Fernanda Mancini "Nanda"[24]
- Alexandra Richter vai Brenda Monteiro[25]
- Jayme Periard vai Ramón Monteiro[26]
- Conrado Caputto vai Enéas[21]
- Cristina Pereira vai Marieta Calando[27]
- Caio Vegatti vai Max[28]
- Aisha Moura vai Nicole[28]
- Nina Frosi vai Bia
- Mila Carmo vai Chantal Grecco[29]
- Caio Giovani vai Wilson Fernandes
- Claudio Torres Gonzaga vai Furtado
- Guilherme Canellas vai Haroldinho
- Aleh Silva vai Kleberson
- Antônio Caramelo vai Pudim Monteiro[30]
- Sophia Rosa vai Laurinha Monteiro

### Khách mời
- Paulo Tiefenthaler vai Pedro Mancini[31]
- Fernando Pavão vai Mathias Galvão[32]
- Lívia Rossy vai Gina
- Matheus & Kauan vai chính họ[33]